# Symplecta (Symplecta) novaezemblae
Symplecta (Symplecta) novaezemblae is een tweevleugelige uit de familie steltmuggen (Limoniidae). De soort komt voor in het Palearctisch en Nearctisch gebied.